# Аткинс, Эл
Алан Джон «Эл» Аткинс (англ. Alan John "Al" Atkins; род. 14 октября 1947, Уэстхем, Уэст-Бромидж, Бирмингем, Англия) — британский хеви-метал-вокалист, известный в первую очередь своим участием в Judas Priest.

## Биография
Свою музыкальную карьеру Аткинс начал в 1964 году: он участвовал в различных блюз-роковых коллективах, пока в сентябре 1969 года не сформировал собственную группу, получившую название «Judas Priest» (в честь персонажа из песни Боба Дилана «The Ballad of Frankie Lee And Judas Priest»). Состав выглядел следующим образом:
- Эл Аткинс — вокал
- Джон Перри — гитара[2][3]
- Эрни Чатуэй — гитара
- Бруно Степпенхилл — бас-гитара
- Джон Пэттридж — ударные

Играя музыку, не имевшую ничего общего с общепринятым направлением будущей металл-группы, коллектив в данном виде просуществовал до апреля 1970 года, когда распался из-за творческих разногласий.
К этому времени появились группы Led Zeppelin и Black Sabbath, и Аткинс заинтересовался игрой в этом направлении. Музыканты К. К. Даунинг (гитарист), Иэн Хилл (бас-гитарист) и Джон Эллис (барабанщик), игравшие в группе Freight (апрель-октябрь 1970), найдя с Аткинсом общие интересы, объединились, создав новую группу. Аткинсу не нравилось название коллектива «Freight», и он предложил им переименоваться в «Judas Priest», поскольку имел права на это название. После обретения последователей в Бирмингеме, «Judas Priest» под лидерством Аткинса записали в 1971 году демо, привлёкшее внимание Тони Айомми, но отвергнутое одним из ведущих лондонских лейблов. Вплоть до весны 1973 года трио Аткинс-Хилл-Даунинг составляло основной костяк группы, в то время как барабанщики часто менялись; вместо ушедшего в октябре того же 1971 года Джона Эллиса за ударную установку сел Алан Мур, а потом, год спустя, его сменил Крис Кампбелл.
В мае 1973 года, чтобы содержать жену и малолетнюю дочь, оставшись без контракта на запись, Аткинс был вынужден покинуть группу. Он был заменён Робом Хэлфордом, который отказался петь песни, первоначально написанные Аткинсом. Следовательно альбом Rocka Rolla даёт характеристику первоначальной концепции Аткинса, заданной для группы. Со временем Аткинс создал новую группу «Lion», а после её распада начал сольную карьеру.
По состоянию на 2012 год Аткинс является лидером группы Atkins/May Project, в которой играет гитарист Пол Мэй. В пресс-релизе от 21 мая 2011 было заявлено, что Аткинс будет сотрудничать с оперным хэви-метал проектом Lyraka. В 2013 году Аткинс планировал записать сольный альбом, состоящий из его любимых песен, написанных во времена Judas Priest и Holy Rage. Также в его планах было сотрудничество с гитаристом Стиви Янгом, племянником Ангуса Янга из AC/DC.

## Дискография

### Сольные альбомы
- Judgement Day (1990)
- Dreams of Avalon (1992)
- Heavy Thoughts (1994)
- Victim of Changes (1998)
- Demon Deceiver (2007)
- Demon Deceiver… Plus (Переиздание с двумя бонус-треками, 2010)

### Holy Rage
- Holy Rage (2010)

### Atkins / May Project
- Serpent Kiss (2011)
- Valley Of Shadows (2012)
- Empire Of Destruction (2014)[9]

### Альбомы (в качестве приглашенного гостя)
Lyraka
- Lyraka Volume 2 (2012)